# Tiago Peixoto
Tiago Carneiro Peixoto (Araguari, 20 de fevereiro de 1977) é um cientista político brasileiro especialista em governança atuante pelo Banco Mundial. É reconhecido pelo seu trabalho na área da democracia direta digital e participativa, sendo apontado como uma das cem pessoas mais influentes na área de governo digital. Foi contribuinte em processos de implementação e de expansão de políticas participativas em regiões do Brasil e do exterior.
Possui doutorado e mestrado em ciência política pelo Instituto Universitário Europeu, além de mestrado em ação coletiva organizada pelo Instituto de Estudos Políticos de Paris.

## Carreira profissional
Durante sua carreira Tiago gerenciou projetos e atuou como conselheiro e consultor para organizações como Comissão Europeia, OCDE e Nações Unidas, foi diretor de pesquisa do Centro de e-Democracia da Universidade de Zurique, membro do corpo docente da Academia GovLab na Universidade de Nova York e investigador associado do Centro e-Democracia de Genebra, tendo sido também nomeado como co-presidente do conselho editorial da plataforma colaborativa Open Governance Research Exchange (OGRX).
Em 2010, ao ingressar no Banco Mundial, tornou-se pesquisador do programa ICT4Gov e com o passar dos anos passou a atuar como líder multissetorial, tendo liderado a Equipe de Avaliação de Engajamento Digital (DEET), coordenando atividades de avaliação e pesquisa para examinar os efeitos da tecnologia na participação, transparência, responsabilidade e capacidade de respostas governamentais, e também liderando operações do Banco Mundial e da Associação Internacional de Desenvolvimento em auxílio e investimento a projetos governamentais em diversos continentes, desenvolvendo soluções digitais para o aprimoramento de políticas e serviços públicos, assim como para promover o acesso populacional a direitos civis.
Em 2020 tornou-se membro do conselho consultivo World Citizens' Assembly.

## Pesquisas e publicações
Ao decorrer de sua carreira Tiago empenhou-se no mapeamento de experiências de orçamento participativo ao redor do mundo e desenvolveu linhas de pesquisas pioneiras sobre o impacto das TIC nos procedimentos democráticos, sobre os níveis de transparência do setor público e os efeitos de políticas participativas na arrecadação fiscal, assim como sobre o impacto tecnológico sobre a participação de gênero e seus efeitos na política, essas que repercutiram em instituições acadêmicas como nas universidades Harvard e Stanford, e também em meios de comunicação sociais e especializados, tais como The Economist, Forbes, The Guardian, The Washington Post, New Scientist entre outros.
Parte de suas pesquisas resultaram em painéis de debates em conferências mundiais e governamentais realizadas em instituições como o Parlamento do Reino Unido, a Casa Branca entre outros.

## Reconhecimento e prêmios
Em 2012, ainda quando consultor do Banco Mundial, foi nomeado pelo site TechCrunch como uma das vinte pessoas mais inovadoras na democracia mundial ao lado de nomes como os dos ex-presidentes Barack Obama e Toomas Hendrik Ilves e também ao de Eric Schmidt, ex-CEO do Google.
Em 2018 e 2019 foi apontado como uma das 100 pessoas mais influentes na área de governo digital.
Também em 2018, recebeu o prêmio Louis Brownlow Award, concedido pela American Public Administration Society, pelo artigo The Effect of Bureaucratic Responsiveness on Citizen Participation
no qual demonstra de maneira empírica os efeitos  das respostas governamentais na participação cidadã.

## Livros publicados
- e-AGORA: The White Book of Local e-Democracy: Reflections and Perspectives (2006)[49]
- Civic Tech in the Global South: Assessing Technology for the Public Good (2017).[50][51]